# Streikfonds
Als Streikfonds (auch Streikkasse) werden die Gelder (bzw. der Fonds) bezeichnet, die einer Gewerkschaft für Streikgelder zur Verfügung stehen. Dies schließt oft das gesamte Vermögen einer Gewerkschaft ein und bestimmt wesentlich deren Durchhaltefähigkeit und Dauer der Arbeitsniederlegung. Im Falle wilder Streiks können Arbeiter autonome Streikfonds, etwa auf Spendenbasis, einrichten.

## Streikfonds als Sicherheitsleistung
Im Rahmen der sogenannten BAWAG-Affäre wurde in Österreich der Streikfonds des Österreichischen Gewerkschaftsbunds als Sicherheitsleistung verwendet. Der ÖGB hatte daraufhin mit einer veritablen Finanzkrise zu kämpfen.